# هنریک کوچینیان
هنریک جومشودی کوچینیان (Հենրիկ Ջումշուդի Քոչինյան؛ زادهٔ ۷ مهٔ ۱۹۴۸) یک مهندس و سیاستمدار اهل ارمنستان است که از تاریخ ۵ دسامبر ۱۹۹۱ تا تاریخ ۸ نوامبر ۱۹۹۶ در دولت گاگیگ هاروتیونیان، دولت خسرو هاروتیونیان و دولت هراند باگراتیان سمت وزیر ترابری و ارتباطات ارمنستان و از تاریخ ۸ نوامبر ۱۹۹۶ تا تاریخ ۲۰ آوریل ۱۹۹۸ در دولت آرمن سارگسیان و دولت روبرت کوچاریان سمت وزیر ترابری ارمنستان را برعهده داشت.

## زندگی‌نامه
در ۷ مهٔ ۱۹۴۸ در روستای شنوغ به دنیا آمد و از دانشگاه ملی علوم کشاورزی ارمنستان و دانشگاه پلی‌تکنیک ارمنستان فارغ‌التحصیل شد. وی همچنین برنده نشان آنانیا شیراکاتسی شده است.